# Kanton Sarre-Union

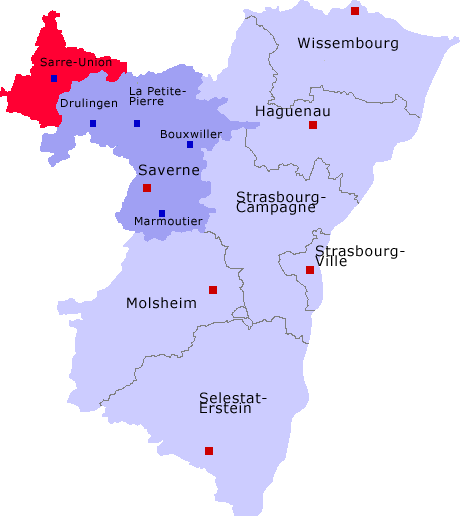
Lage des Kantons Sarre-Union im Arrondissement Saverne und im Département Bas-Rhin

Der Kanton Sarre-Union war bis 2015 ein französischer Wahlkreis im Arrondissement Saverne, im Département Bas-Rhin und in der Region Grand Est (bis 2015 Elsass).

## Geschichte
Der Kanton wurde am 4. März 1790 im Zuge der Einrichtung der Départements als Teil des damaligen Distrikts Straßburg gegründet.
Ursprünglich umfasste der Kanton die Territorien der Grafschaft Saarwerden, der Herrschaft Diemeringen, der Grafschaft Lützelstein und der Herrschaft Assweiler. Am 16. Juni 1794 wurde auch die lothringische Stadt Bockenheim (frz. Bouquenom) dem Distrikt Sarre-Union zugeordnet.
Mit der Gründung der Arrondissements am 17. Februar 1800 wurde der Kanton als Teil des damaligen Arrondissements Saverne neu zugeschnitten.
Von 1871 bis 1919 gab es keine weitere Untergliederung des damaligen Kreises Zabern (frz. Saverne).
Am 28. Juni 1919 wurde der Kanton wieder Teil des Arrondissements Saverne.
Am 22. März 2015 wurde der Kanton aufgelöst. Alle Gemeinden gehören jetzt zum Kanton Ingwiller.

## Gemeinden
Der Kanton Sarre-Union umfasste 20 Gemeinden (in Klammern: Einwohnerzahl 1999):
- Altwiller (399)
- Bissert (157)
- Butten (678)
- Dehlingen (388)
- Diedendorf (347)
- Domfessel (298)
- Harskirchen (847)
- Herbitzheim (1832)
- Hinsingen (72)
- Keskastel (1438)
- Lorentzen (265)
- Oermingen (1256)
- Ratzwiller (271)
- Rimsdorf (258)
- Sarre-Union (3356)
- Sarrewerden (1013)
- Siltzheim (582)
- Schopperten (292)
- Vœllerdingen (419)
- Wolfskirchen (335)

Anmerkung: Zur Gemeinde Sarrewerden gehören die Ortschaften Bischtroff-sur-Sarre und Zollingen.